# Carex anticostensis
Carex anticostensis là một loài thực vật có hoa trong họ Cói. Loài này được (Fernald) Lepage mô tả khoa học đầu tiên năm 1956.